# Theo de Graaf (LPF)
Theo de Graaf (Den Haag, 10 september 1942 – Capelle aan den IJssel, 11 november 2019) was een Nederlands optometrist en politicus namens de Lijst Pim Fortuyn.
De Graaf had een eigen onderneming in brillenwinkels. Hij verkocht zijn zeven filialen in 2000 aan de keten Pearle. Van 1980 tot begin 2002 was hij lid van de VVD. Hierna stapte hij over naar de LPF waarvoor hij tussen 23 mei 2002 tot 30 januari 2003 in de Tweede Kamer zat. Als Kamerlid hield hij zich bezig met financieel-economische zaken en volksgezondheid.
Zijn Kamerlidmaatschap kwam in opspraak toen Kamervoorzitter Frans Weisglas een onderzoek instelde naar de berichten dat De Graaf 25.000 gulden betaald zou hebben voor een plaats op de kandidatenlijst. Het Openbaar Ministerie besloot na uitgebreid onderzoek op 12 november 2002 de zaak te seponeren.
De Graaf was gehuwd en kreeg twee kinderen.
- Parlement.com: vg9fgoprvsx1